# SV Arminia Fuhrbach
SV Arminia Fuhrbach is een Duitse voetbalclub uit Fuhrbach, een deelgemeente van Duderstadt, Nedersaksen. Van 1930 tot 1933 speelde de club op het hoogste niveau.

## Geschiedenis
De club werd opgericht in 1920 en was aangesloten bij de Midden-Duitse voetbalbond. In 1930 promoveerde de club naar de hoogste klasse van Eichsfeld. In het eerste seizoen werd de club al meteen vierde op negen clubs. Ook de volgende twee seizoenen eindigde de club op een respectabele vierde plaats. In 1933 werd de competitie grondig geherstructureerd nadat de NSDAP aan de macht kwam. De Midden-Duitse competities werden vervangen door de Gauliga Mitte en Gauliga Sachsen. Echter voerde de NSDAP ook grenscorrecties uit. Fuhrbach speelde als grensgemeente van de provincie Hannover al jaren in de Midden-Duitse competitie en niet in de Noord-Duitse competitie, maar dat was nu voorbij en de club moest naar de nieuwe, sterkere, Sportgau Niedersachsen en speelde nu tegen clubs waar ze nooit eerder tegen speelden. 
Arminia verzonk weg in de anonimiteit. Vandaag de dag (2019/2020) neemt de club niet zelfstandig meer aan de reguliere voetbalcompetitie deel. Samen met VfR Langenhagen en FC 1920 Brochthausen vormt men een "Spielgemeinschaft" (SG) die onder de naam SC Bergdörfer uitkomt in de Bezirksliga 4 Braunschweig (Niveau VII).